# 东河镇 (梨树县)
东河镇，是中华人民共和国吉林省四平市梨树县下辖的一个乡镇级行政单位。

## 行政区划
东河镇下辖以下地区：
赵家店社区、东河村、梁家岗子村、胜利村、双城子村、双树子村、松树村、王平房村、五业村、新发村、业家屯村、赵家店村和周家岗子村。